# Robert Campin
Robert Campin (* um 1375 in Tournai (?); † 26. April 1444 in Tournai) war ein flämischer Maler.
In der Kunstwissenschaft hat sich weitgehend die Auffassung durchgesetzt, dass die mit den Notnamen „Meister von Flémalle“ bzw. „Meister von Mérode“ bezeichneten Künstler mit Campins Werkstatt assoziiert werden können. Hingegen ist es in der Kunstwissenschaft umstritten, ob der „Meister von Flémalle“ mit Campin selbst gleichgesetzt werden kann. Robert Campin spielte neben Jan van Eyck eine zentrale Rolle bei der Entwicklung der Altniederländischen Malerei. Seine wichtigsten Mitarbeiter waren Rogier van der Weyden und Jacques Daret.

## Leben
Erste Belege über dessen Wirken finden sich im Jahre 1406 in Tournai, wo er in der Abrechnung eines Auftrags als maistre Robert Campin, pointre aufgeführt wird. Das bedeutet, dass er zu dieser Zeit bereits als selbständiger Werkstattinhaber arbeitete. Damals muss er ungefähr 25 bis 28 Jahre alt gewesen sein. Aufgrund dieser Angaben wird heute sein Geburtsjahr geschätzt. Über seinen Geburtsort ist nichts weiter bekannt, was in der Vergangenheit zu allerlei Vermutungen und Spekulationen geführt hat.
1410 erwarb er in Tournai die Bürgerrechte, was darauf hindeuten kann, dass er ursprünglich nicht aus dieser Stadt stammte. Zwar war er kein offizieller Stadtmaler, doch führte er regelmäßig Arbeiten für Behörden der Stadt aus. Die städtischen Aufträge umfassten die Gestaltung von Fahnen, Wappen, Schildern, Wandmalereien, Aufträge für sakrale Tafelbilder sind indes nicht dokumentiert. Campin war in verschiedenen öffentlichen Ämtern tätig. Er war Vorstand in der Kirchengemeinde, Schatzmeister eines Klosters und wurde auch in den dreißigköpfigen Stadtrat gewählt. Weiterhin war er Rechnungsprüfer und Siegelbewahrer der Stadt.
Zweimal stand er vor Gericht, einmal im Zusammenhang mit einer Kontroverse um einen Amtskollegen, und ein zweites Mal im Juli 1432, als er zu einem Jahr Verbannung verurteilt wurde. Grund dafür war, dass er mit Leurence Polette ein Verhältnis hatte, obwohl er gleichzeitig mit Ysabiel de Stocquain (oder auch Isabella bzw. Elisabeth van Stockhem) verheiratet war. Er war dadurch gezwungen, seine Werkstatt vorübergehend aufzulösen. Dies hatte zur Folge, dass Rogier van der Weyden und Jacques Daret eigene Werkstätten gründeten, wodurch sie als eigene Künstlerpersönlichkeiten identifizierbar wurden. Im Oktober desselben Jahres wurde die Verbannung aufgehoben, und Campin führte seine Werkstatt verkleinert weiter. Die Anzahl der öffentlichen Aufträge nahm jedoch stark ab. In den letzten 13 Jahren seines Lebens waren es nur noch vier oder fünf.

## Werk und Werkstatt
Die Werke, die Campin zugeschrieben werden, waren anfänglich stark von französischer Buchmalerei beeinflusst. Sie zeigen eine große Detailgenauigkeit, eine plastische Ausformung der Figuren und eine naturnahe Tiefe der Räume.
Ob die drei Tafeln mit der stillenden Gottesmutter, der Veronika mit dem Schweißtuch und dem Gnadenstuhl (Gottvater mit dem toten Christus) Campin zuzuschreiben sind, ist unklar. Der Aachener Tuchfabrikant Ignaz van Houtem überbrachte sie 1849 dem Frankfurter Städel mit der Erklärung, sie stammten aus der „Abtei von Flémalle“. Sie können jedoch nicht aus dem belgischen Ort nahe Lüttich stammen, da es dort überhaupt keine Abtei gab. Eine namensähnliche Abtei bestand allerdings in der Nähe von Löwen. Diese Abtei Vlierbeek wurde zwischen 1796 und 1798 aufgelöst und verkauft. Für den vermuteten Schöpfer aller drei Tafeln wurde aufgrund der Angaben des Aachener Tuchfabrikanten von Hugo von Tschudi der Notname „Meister von Flémalle“ gebildet, der bis heute in Gebrauch ist.
Inwieweit dieser „Meister von Flémalle“, der nach heutigem Kenntnisstand zutreffender als „Meister der drei Aachener Tafeln“ bezeichnet werden könnte, tatsächlich identisch ist mit der Künstlerpersönlichkeit Robert Campin oder inwieweit auch Schüler und Mitarbeiter seiner Werkstatt an diesen Gemälden beteiligt waren, ist nicht abschließend geklärt. Nach neueren Erkenntnissen stammen die ursprünglich unter dem Namen Meister von Flémalle, heute unter Robert Campin zusammengestellten Werke möglicherweise von mehreren Künstlern.
Besonderen Rang in dem Campin zugeschriebenen Werk hat das um 1425/1430 entstandene Bildnis eines Mannes (eventuell Robert de Masmines), das als eines der frühesten autonomen Porträts in der europäischen Malerei der Neuzeit gilt. Das Gemälde, von dem eine mutmaßliche Kopie von etwa 1440 in der Berliner Gemäldegalerie und eine weitere, spätere Fassung in Madrid im Museo Thyssen-Bornemisza hängt, ist „ein frühes Beispiel für ein Porträt, das keinen Herrscher darstellt, aber auch nicht in Zusammenhang mit einer Stiftung steht […] Es fasziniert vor allem durch die wirklichkeitsgetreue, überhaupt nicht beschönigende Art der Darstellung.“

## Werke
Bei den unsignierten Werken kann es sich nur um Zuschreibungen handeln, die durch Stilvergleiche und andere wissenschaftliche Methoden (Röntgen, Infrarot, Dendrochronologie) anerkannt sind:

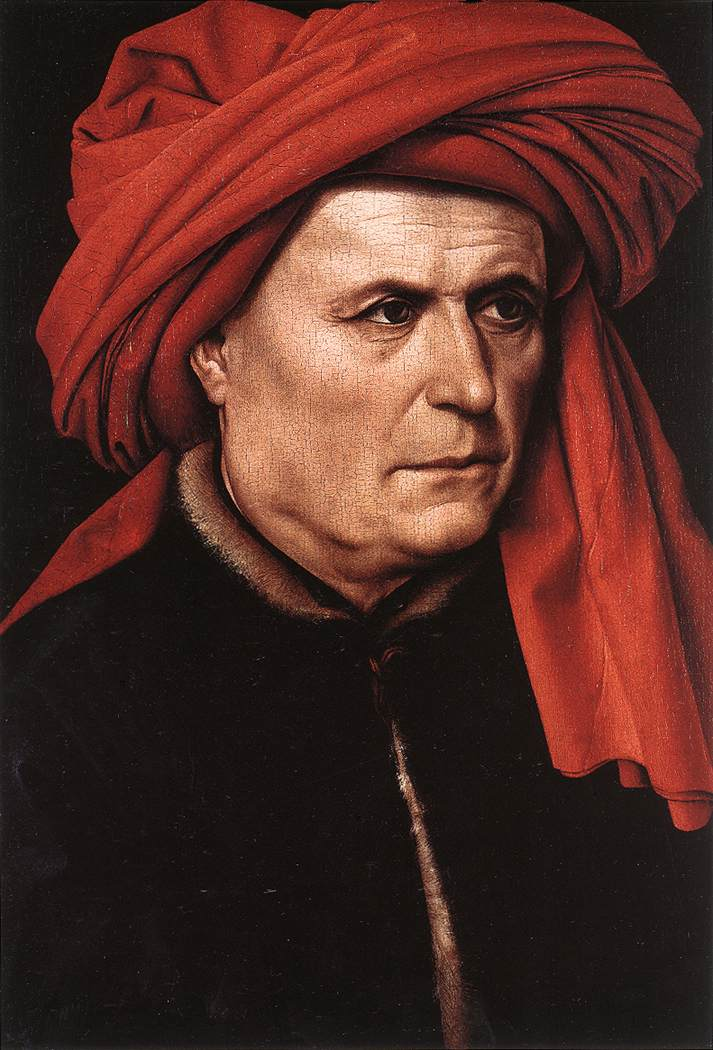
Porträt eines Mannes (um 1430–1435, heute London, National Gallery)

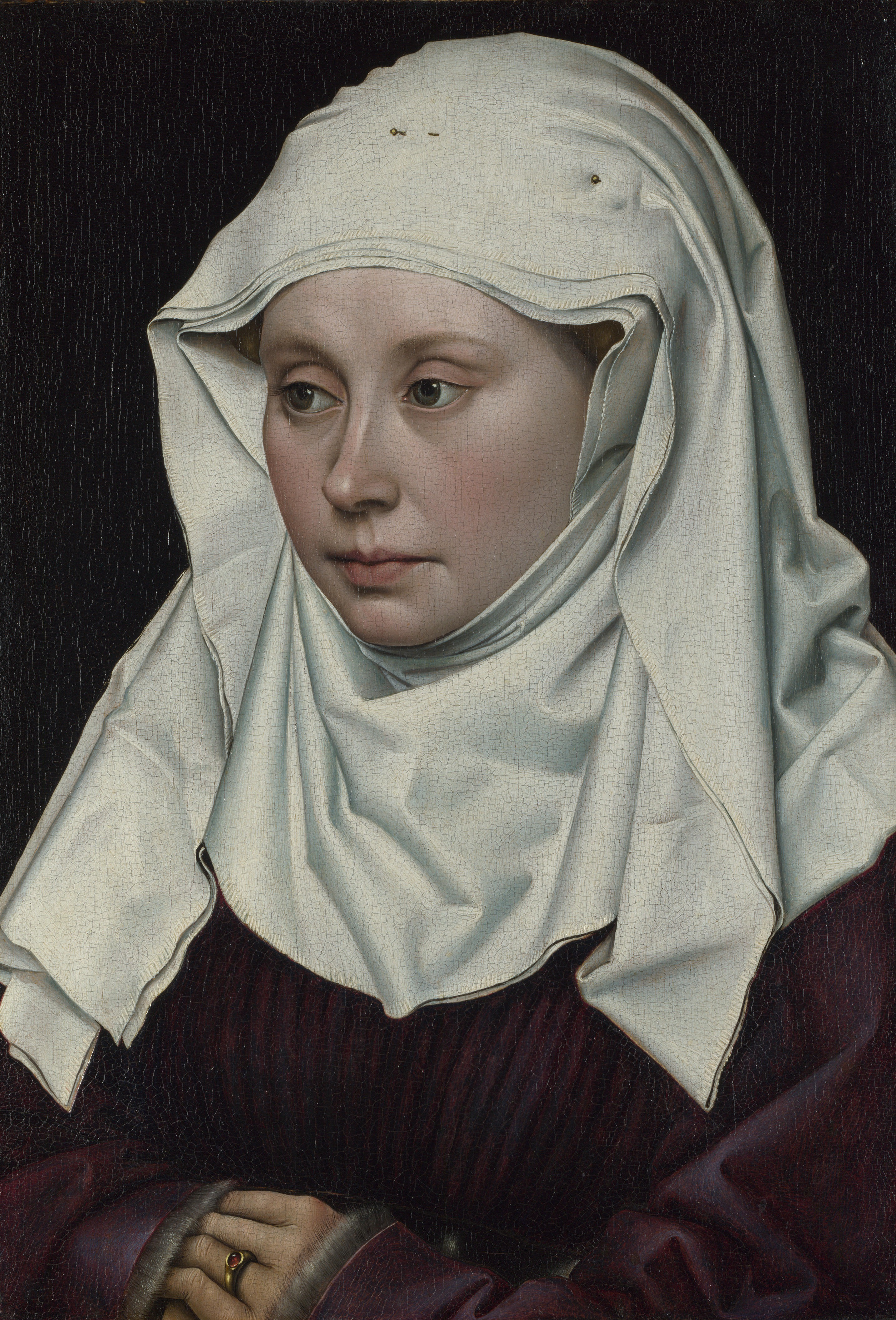
Porträt einer Frau (um 1430–1435, heute London, National Gallery)

- Madonna auf einer Grasbank (Berlin, Gemäldegalerie, zirka 1425, Öl auf Holz)
- Bildnis einer Frau (London, National Gallery, zirka 1430, Öl auf Holz)
- Bildnis eines Mannes (London, National Gallery, zirka 1430, Öl auf Holz)
- Heinrich von Werl und Johannes der Täufer (Madrid, Museo del Prado, 1438, Öl auf Holz)
- St. Barbara (Madrid, Museo del Prado, 1438, Öl auf Holz)
- Die Trauer der Dreieinigkeit (St. Petersburg, Eremitage, Öl auf Holz)
- Madonna und Kind vor einem Kamin (St. Petersburg, Eremitage, Öl auf Holz)

Weitere Werke, die dem „Meister von Flémalle“ und damit Campins Werkstatt zugeordnet werden:
- Madonna mit Kind (Frankfurt am Main, Städel, 160 × 68 cm)
- Hl. Veronika (Frankfurt am Main, Städel, um 1430, 152 × 61 cm, Öl auf Holz)
- Gnadenstuhl (Frankfurt am Main, Städel, um 1430, 149 × 61 cm)
- Geburt Christi (Dijon, Musée des Beaux-Arts, zirka 1425–1430, Öl auf Holz)
- Die Jungfrau und Kind vor einem Feuerschirm (London, National Gallery, Öl auf der Tafel, 63,5 × 49 cm)[9]
- Bildnis eines feisten Mannes (Robert de Masmines?) (Berlin, Gemäldegalerie, zirka 1440, Öl auf Holz)[6]
- Bildnis eines feisten Mannes (Robert de Masmines?) (Madrid, Thyssen-Bornemisza-Museum, nach 1440,[7] Öl auf Holz)[10]
- Mérode-Triptychon oder Verkündigung (New York City, Metropolitan Museum of Art, zirka 1425, Öl auf Holz)[11]

### Galerie von Bildern der Werkstatt Campins

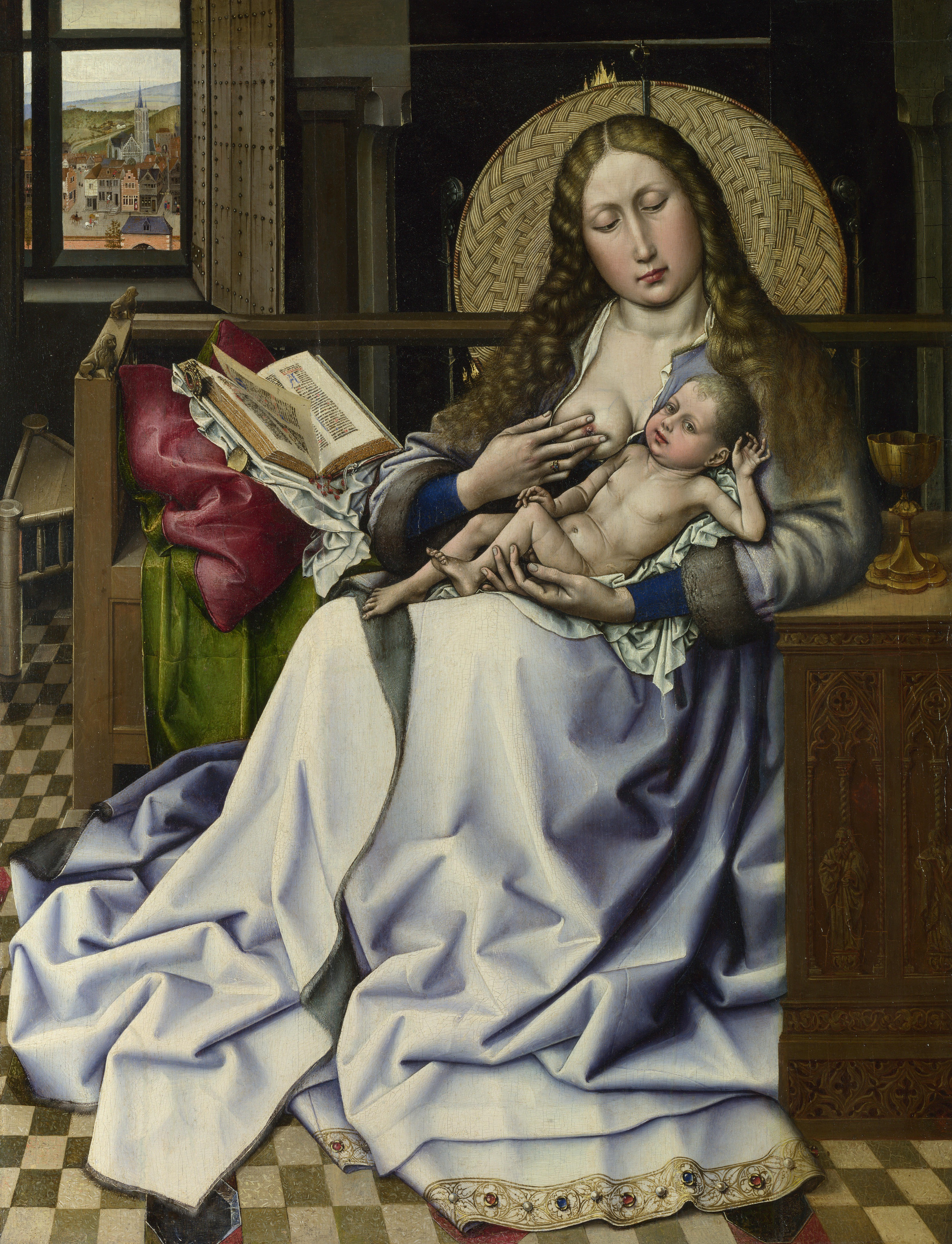
Madonna (vor 1430, heute London, National Gallery)
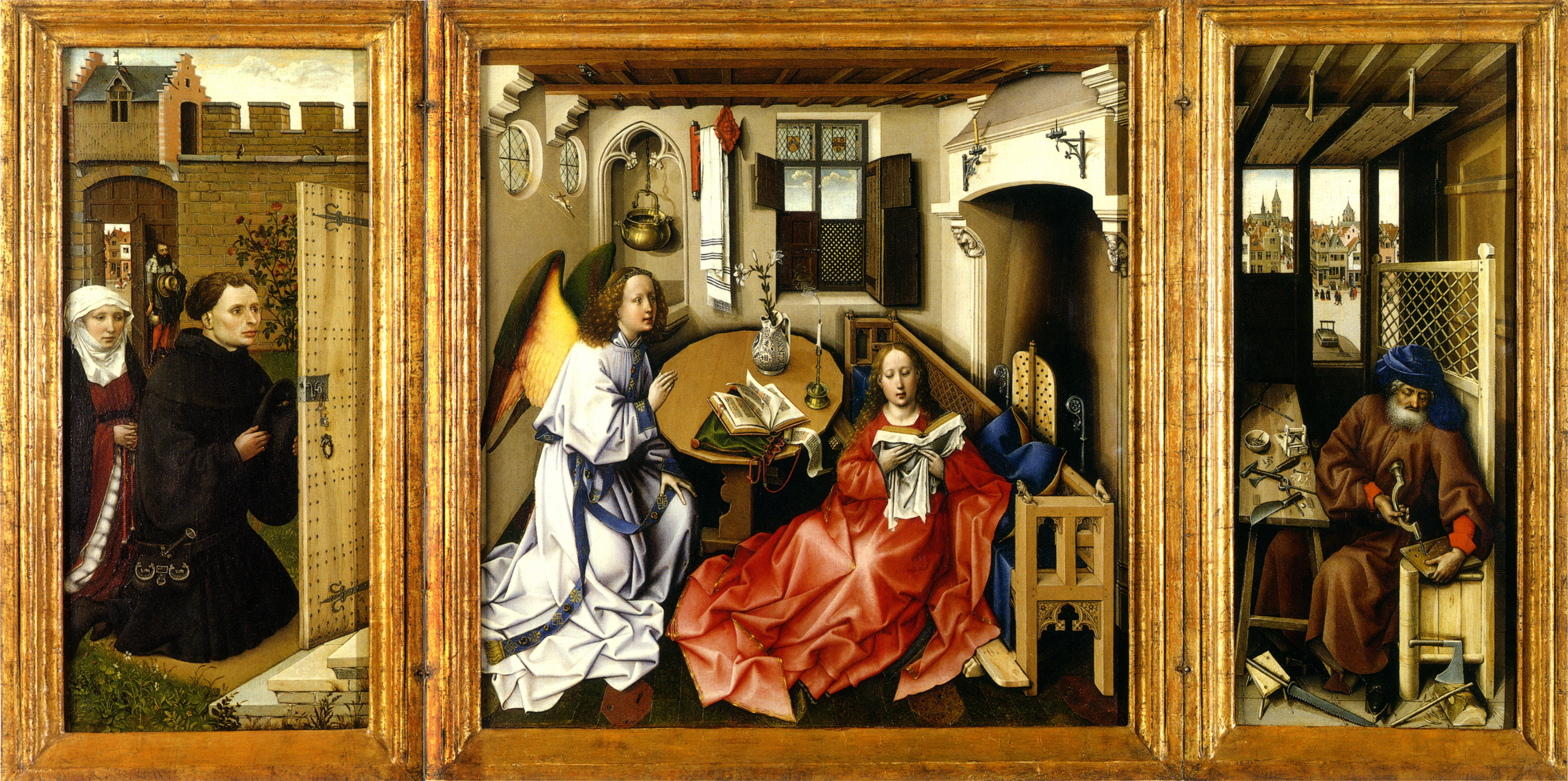
Mérode-Triptychon (um 1425–1435, heute New York, Metropolitan Museum of Art)
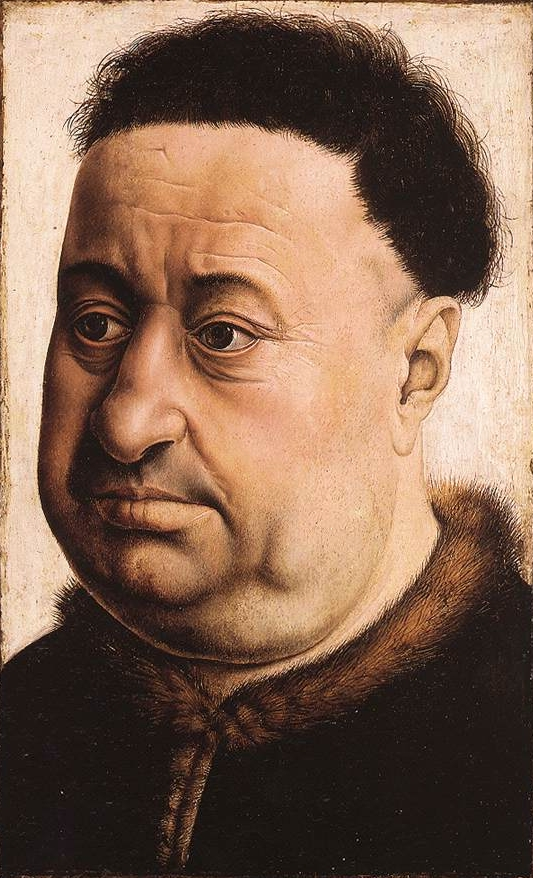
Bildnis eines feisten Mannes, Werkstatt Robert Campin, nach 1440